# Ебба Стенбок

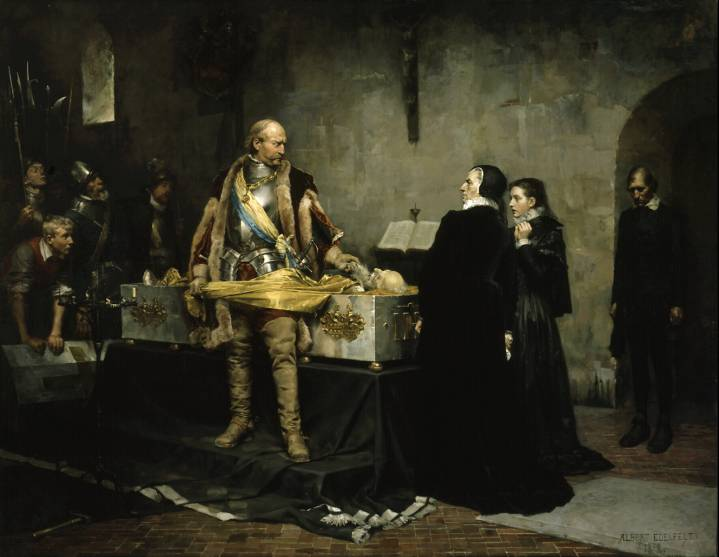
Герцог Карл та Ебба Стенбок біля труни Класа Флемінга.
Картина Альберта Едельфельта

Ебба Густавсдоттер Стенбок (швед. Ebba Gustavsdotter Stenbock; ? — 1614, Фінляндія) — шведська шляхтанка, прославлена захисниця Абоського замку під час війни проти Сигізмунда III (1597—1599).

## Життєпис
Представниця відомого шведського графського роду Стенбок, Ебба була дочкою Густава Олофссон Стенбока та Брити Ериіксдоттер Лейонхувуд. Її сестрою була Катаріна Стенбок, третя і остання дружина короля Швеції Густава I. Ебба була племінницею королеви Маргарити Лейонгувуд і, таким чином, двоюрідною сестрою королівських дітей від цього шлюбу, включаючи майбутнього короля Югана III і Шведського Карла IX.
У 1573 році одружилася з військовим і державним діячем Швеції бароном Класом Ерікссоном Флемінгом, призначеного лагманом південної Фінляндії, і переїхала з ним туди. У 1594 році чоловік став генерал-губернатором Фінляндії.
Ебба Стенбок була відома своєю безстрашною поведінкою по відношенню до герцога Карла Седерманландського, майбутнього короля Швеції Карла IX. Під час громадянської війни 1595 року, коли Сигизмунд III Ваза кинув виклик своєму дядькові, майбутньому Карлу IX Швеції, її чоловік був одним з найпалкіших прихильників Сигізмунда III і активно протидіяв планам герцога Карла Седерманландського зайняти шведську провінцію Фінляндії. Коли герцог налаштував фінів проти Сигізмунда, після чого розгорілося повстання («дубинна війна» 1596—1597), то гнів повсталих був направлений головним чином проти губернатора Флемінга. Флемінг жорстоко придушив виступ, чимало селян втопили в озерах; очільник повстання, Яакко Іллка, був четвертований. Фінляндія лишалася під контролем Сигізмунда аж до раптової смерті Флемінга 12 чи 13 квітня 1597 року під час його поїздки до Расеборга.
Ебба Стенбок взяла на себе моральне керівництво, вирішивши продовжувати лінію чоловіка і захистити Абоський замок від армії герцога Карла Седерманландського, скориставшись допомогою двох знатних офіцерів, які взяли на себе командування фортечним гарнізоном. Стенбок підготувала замок до облоги в очікуванні допомоги від короля Сигізмунда III. У серпні 1597 року герцог Карл і його армія вторглися до Фінляндії, взяли Аландські острови, які були резиденцією її сестри, вдовуючої королеви Катерини, і обложили замок Турку. Жінкам фортеці, включаючи Стенбек, запропонували покинути твердиню з гарантіями безпеки, але відповіді герцог не отримав. Під час облоги і обстрілів захисники зберігали стійкість. Зрештою, оскільки ніякої допомоги з Польщі захисники не дочекалися, Ебба Стеннбок змушена була здатися.
За легендою, Флемінг до здачі замку не був похований, і Карл Зюдерманландський відкрив труну, щоб переконатися, що він дійсно мертвий. Він потягнув Флемінга за бороду зі словами: «якби ти був живий, твоя голова була б у небезпеці», на що Ебба Стенбок відповіла: «якби мій покійний чоловік був живий, Ваша милість ніколи б не були тут».
Еббу з дочками взяли в полон і доставили до Стокгольма, де їх розлучили і помістили під домашній арешт. Ебба була поміщена до будинку, що належав Веламу де Вейку, капітану флоту герцога Карла. У 1598 році де Вейк був заарештований за спробу почати заколот, підбурюваний Еббою, яка пообіцяла віддати йому в дружини одну з дочок.
Її син був страчений в 1599 році («Линчепинзька кривава лазня»). Проти Ебби не було висунуто жодних офіційних звинувачень, і її та дочок звільнено після кровопролиття. Як і багато інших дружин та доньок вигнаних прихильників Сигізмунда, чиї володіння були конфісковані Карлом IX, вони знайшли притулок у її сестри, королеви-вдови Катерини Стенбок, в Стремсхольмі .